# Michael Kukrle
Michael Kukrle (Mohelnice, 17 novembre 1994) è un ciclista su strada ceco che corre per il team ATT Investments. Nel 2021 ha vinto il titolo nazionale in linea.

## Palmarès
- 2012 (Juniores)

Campionati cechi, Prova in linea Juniores
- 2018 (Elkov-Author, tre vittorie)

Prologo Gemenc Grand Prix (Szekszárd > Szekszárd, cronometro)
3ª tappa Czech Cycling Tour (Mohelnice > Šternberk)
Classifica generale Okolo Jižních Čech
- 2020 (Elkov-Kasper, due vittorie)

3ª tappa Dookoła Mazowsza (Grodzisk Mazowiecki > Grodzisk Mazowiecki)
Classifica generale Dookoła Mazowsza
- 2021 (Elkov-Kasper, due vittorie)

Campionati cechi, Prova in linea
Memoriał Henryka Łasaka
- 2022 (Elkov-Kasper, quattro vittorie)

2ª tappa Circuit des Ardennes (Bazeilles > Sedan)
Classifica generale Tour du Loir-et-Cher
Prologo Tour du Pays de Montbéliard (Mandeure > Mathay, cronometro)
Classifica generale Tour du Pays de Montbéliard
- 2023 (Team Felbermayr-Simplon Wels, tre vittorie)

Memoriał Henryka Łasaka
Memoriał Jana Magiery
2ª tappa Giro della Regione Friuli Venezia Giulia (Rivoli di Osoppo > Colloredo di Monte Albano)

### Altri successi
- 2015 (Dilettanti)

Classifica scalatori Carpathian Couriers Race
- 2016 (Whirlpool-Author)

Memoriál Christiana Battaglii
Campionati cechi, Cronosquadre
- 2017 (Elkov-Author Cycling Team)

1ª tappa Czech Cycling Tour (Uničov, cronosquadre)
- 2021 (Elkov-Kasper)

Velká Bíteš-Brno-Velká Bíteš
- 2023 (Team Felbermayr Simplon Wels)

Classifica scalatori Circuit des Ardennes

## Piazzamenti

### Competizioni mondiali
- Campionati del mondo

Doha 2016 - In linea Under-23: 145º
Innsbruck 2018 - Cronosquadre: 12º
Innsbruck 2018 - In linea Elite: ritirato
Fiandre 2021 - In linea Elite: ritirato
Wollongong 2022 - In linea Elite: 59º
- Giochi olimpici

Tokyo 2020 - In linea: 36º
Tokyo 2020 - Cronometro: 26º

### Competizioni continentali
- Campionati europei

Goes 2012 - Cronometro Juniores: 51º
Goes 2012 - In linea Juniores: ritirato
Tartu 2015 - In linea Under-23: 82º
Plumelec 2016 - In linea Under-23: 83º
Plouay 2020 - In linea Elite: 67º
Trento 2021 - In linea Elite: 20º